# 华胥镇
华胥镇，是中华人民共和国陕西省西安市蓝田县下辖的一个乡镇级行政单位。傳說華胥氏所葬之地，故名。

## 行政区划
华胥镇下辖以下地区：
惠家斜村、张河湾村、宋家村、拾旗寨村、孟岩村、支家沟村、张家斜村、侯家铺村、新街村、东邓村、上许村、旦村、上雷村、阿氏村、杨庄村、西张村、东元峪村、西元峪村、吉家湾村、寇岭村、羊茂山村、王坪村和姜湾村。